# Commerce (Texas)
Commerce es una ciudad ubicada en el condado de Hunt en el estado estadounidense de Texas. En el Censo de 2010 tenía una población de 8.078 habitantes y una densidad poblacional de 390,94 personas por km².

## Geografía
Commerce se encuentra ubicada en las coordenadas 33°14′28″N 95°53′59″O / 33.24111, -95.89972. Según la Oficina del Censo de los Estados Unidos, Commerce tiene una superficie total de 20.66 km², de la cual 20.47 km² corresponden a tierra firme y (0.94%) 0.19 km² es agua.

## Demografía
Según el censo de 2010, había 8.078 personas residiendo en Commerce. La densidad de población era de 390,94 hab./km². De los 8.078 habitantes, Commerce estaba compuesto por el 64.5% blancos, el 21.59% eran afroamericanos, el 0.77% eran amerindios, el 4.99% eran asiáticos, el 0.62% eran isleños del Pacífico, el 4.54% eran de otras razas y el 3% pertenecían a dos o más razas. Del total de la población el 11.07% eran hispanos o latinos de cualquier raza.